# ديميتر
في الديانة والأساطير اليونانية القديمة، ديميتر (بالإغريقية: Δήμητρα) هي الإلهة الأولمبية للحصاد والزراعة، وتُشرف على المحاصيل والحبوب والطعام وخصوبة الأرض. على الرغم من أن ديميتر معروفة في المقام الأول كإلهة للحبوب، فقد ظهرت أيضًا كإلهة للصحة والولادة والزواج، وكانت لها صلات بالعالم السفلي. تُعرف أيضًا باسم ديو (Δηώ ديُو).
في التقاليد اليونانية، ديميتر هي الابنة الثانية للتيتان ريا وكرونوس، وأخت لكل من هستيا وهيرا وهاديس وبوسيدون وزيوس. كما حدث مع إخوتها الآخرين باستثناء زيوس، ابتلعها والدها وهي رضيعة ثم أنقذها زيوس لاحقًا. من خلال زيوس، أنجبت ديميتر بيرسيفون، إلهة الخصوبة والبعث. تروي إحدى أبرز الترانيم الهومرية، وهي «ترنيمة هومرية إلى ديميتر»، قصة اختطاف بيرسيفوني على يد هاديس وبحث ديميتر عنها. فعندما رغب هاديس، ملك العالم السفلي، في اتخاذ بيرسيفوني زوجة له، اختطفها من حقل كانت تقطف فيه الزهور، بموافقة زيوس. بحثت ديميتر في كل مكان عن ابنتها المفقودة دون جدوى، إلى أن أُبلغت أن هاديس أخذها إلى العالم السفلي. ردًا على ذلك، أهملت ديميتر واجباتها كإلهة للزراعة، مما أدى إلى مجاعة قاتلة على الأرض حيث لم يعد شيء ينمو، ومات البشر جوعًا. فأمر زيوس هاديس بإعادة بيرسيفوني إلى والدتها لتجنب الكارثة. مع ذلك، ونظرًا لأن بيرسيفوني أكلت طعامًا من العالم السفلي، لم تستطع البقاء مع ديميتر إلى الأبد، بل كان عليها أن تقسّم العام بين والدتها وزوجها، مما يفسر الدورة الموسمية، حيث لا تسمح ديميتر للنباتات بالنمو أثناء غياب بيرسيفوني.
من ألقابها في الطقوس الدينية «سيتو» (Σιτώ)، أي «سيدة الحبوب»، بصفتها مانحة الطعام أو الحبوب، و«ثيسموفوروس» (θεσμός: القانون الإلهي أو العرف غير المكتوب؛ φόρος: الجالبة)، أي «مانحة الأعراف» أو «المُشرّعة»، وذلك في ارتباط مع مهرجان نسائي سري يُعرف باسم «الثيسموفوريا». على الرغم من أن ديميتر توصف غالبًا ببساطة بأنها إلهة الحصاد، فقد كانت أيضًا مسؤولة عن القانون المقدس ودورة الحياة والموت. كانت هي وبيرسيفوني الشخصيتين المركزيتين في أسرار إليوسيس، وهي طقوس دينية وعدت أتباعها بحياة سعيدة بعد الموت. قد استند هذا التقليد الديني إلى طقوس زراعية قديمة لمجتمعات زراعية، ويُعتقد أنه سبق البانثيون الأولمبي، وربما تعود جذوره إلى العصر الميسيني نحو 1400–1200 قبل الميلاد.
غالبًا ما كان يُنظر إلى ديميتر على أنها نفس شخصية الإلهة الأناضولية «سيبيل»، كما كانت تُقارن بالإلهة الرومانية «سيريس».

## نظرة عامة
في أقدم التصورات عن ديميتر، كانت تُعتبر إلهة الحبوب والدرس، إلا أن وظائفها توسعت لتتجاوز الحقول، وغالبًا ما تم تحديدها مع إلهة الأرض (غايا). تُظهر بعض ألقاب غايا وديميتر تشابهًا يدل على وحدة طبيعتهما. في معظم أساطيرها وعباداتها، كانت ديميتر تُعرف بـ «أم الحبوب» أو «أم الأرض». في الطقوس الأرضية القديمة (الخفية) كانت إلهة الأرض مرتبطة بالعالم السفلي، وفي الطقوس السرّية (الأسرار)، كانت ديميتر وبيرسيفوني تتشاركان في الوظيفة المزدوجة للموت والخصوبة. كانت ديميتر مانحة الطقوس السرية ومانحة قوانين الزراعة الحبوبية.
في بعض الأحيان، تم تحديدها مع الإلهة الأم الكبرى ريا-سيبيل، التي كانت تُعبد في كريت وآسيا الصغرى بمرافقة موسيقى الصنوج وطقوس عنيفة. يبدو أن زهرة الخشخاش كانت مرتبطة بعبادة الإلهة الأم الكبرى.
في الشعر الملحمي و«ثيوغونيا» لهسيود، تظهر ديميتر كـ «أم الحبوب»، إلهة الحبوب التي توفر القمح للخبز وتبارك الحصادين. في «الإلياذة» لهوميروس، تفصل ديميتر ذات الشعر الفاتح الحبوب عن القش بمساعدة الرياح. يذكر هوميروس «ثاليسيا»، وهو مهرجان يوناني لحصاد البواكير يُقام تكريمًا لديميتر. أما في هسيود، فإن الصلوات الموجهة إلى زيوس خثونيوس (زيوس الأرضي) وديميتر تُسهم في نمو المحاصيل بقوة وامتلاء. كانت هذه وظيفتها الرئيسية في إليوسيس، حيث أصبحت ديميتر إلهة على مستوى عموم اليونان. في قبرص، كانت كلمة «حصد الحبوب» تُقال «داماتريزين» نسبة إلى ديميتر. كانت ديميتر تُعرف باسم «زيدوروس أرورا»، أي «أم الأرض الهومرية» التي وهبت البشر الحبوب (زيا أو ديا).
غالبية ألقاب ديميتر تصفها كإلهة للحبوب. يُعتقد أن اسمها «ديو» في الأدب مرتبط بكلمة «ديا» الكريتية التي تعني الحبوب. في أتيكا، كانت تُدعى «هالوأس» (سيدة ساحة الدرس)، بحسب أقدم تصور لديميتر كأم للذرة. كما كانت تُسمى أحيانًا «كلوي» (الحبوب الناضجة أو النبات الأخضر الطازج) وأحيانًا «يولو» (يولوس: حزمة الحبوب). كانت كلوي إلهة الذرة الفتية والنباتات الفتية، و«يولوي» كانت أغاني الحصاد التي تُغنى تكريمًا للإلهة. كان الحصادون يلقبون ديميتر بـ «أمالوفوروس» (جالبة الحزم) و«أمايا» (الحاصدة). كانت الإلهة مانحة وفرة الطعام، وعُرفت أيضًا بلقب «سيتو» (سيدة الحبوب) و«هيماليس» (سيدة الوفرة). كان يُطلق على خبز أولى ثمار الحصاد اسم «خبز الثاليسيا»، تكريمًا لديميتر. أما الكعكات التي كانت تُحرق على المذبح فكانت تُسمى «أومبنياي»، وفي أتيكا كانت تُعرف الإلهة باسم «أومبنيا» (مرتبطة بالحبوب)، وكانت هذه الكعكات تُقدم لجميع الآلهة.
في بعض الأعياد، كانت تُقدّم أرغفة خبز كبيرة (أرتوي) للإلهة، وفي بيوتيا كانت تُعرف باسم «ميغالارتوس» (سيدة الرغيف الكبير) و«ميغالومازوس» (سيدة الكتلة الكبيرة أو العصيدة الكبيرة). قد توسعت وظيفتها لتشمل الغطاء النباتي بشكل عام وكل أنواع الثمار، وكانت تُعرف بألقاب مثل «يوكاربوس» (ذات المحصول الجيد)، و«كربوفوروس» (جالبة الثمار)، و«مالوفوروس» (حاملة التفاح)، وأحيانًا «أوريا» (جميع ثمار الموسم). تُظهر هذه الألقاب تشابهًا في الطبيعة مع إلهة الأرض.
كان الموضوع المحوري في أسرار إليوسيس هو لمّ شمل بيرسيفوني مع والدتها ديميتر، عندما تُعاد المحاصيل الجديدة إلى البذور القديمة، وهو شكل من أشكال الأبدية. بحسب الخطيب الأثيني إيسوكراطيس، فإن أعظم عطايا ديميتر للبشرية كانت الزراعة، التي منحت البشر أسلوب حياة متحضّر، والأسرار، التي منحت المبتدئين آمالًا أعلى في هذه الحياة وما بعدها. كانت هاتان العطيتان مرتبطتين ارتباطًا وثيقًا في أساطير ديميتر وعباداتها السرّية. كانت ديميتر مانحة الطقوس الغامضة ومُعلمة أسلوب الحياة المتحضّرة (من خلال تعليم قوانين الزراعة). لقبها «إليوسينيا» يربطها بأسرار إليوسيس، إلا أن هذا اللقب كان له استخدام مبكر في سبارتا، وربما كان اسمًا لا لقبًا. أما «ديميتر ثيسموفوروس» (مانحة القوانين) فكانت مرتبطة ارتباطًا وثيقًا بقوانين الزراعة الحبوبية. كان مهرجان «الثيسموفوريا» يُحتفل به في جميع أنحاء اليونان، وكان مرتبطًا بشكل من أشكال السحر الزراعي. كان لقبها «داميا» (كما كانت تُقرن بـ «أوكسيسيا» لبيرسيفوني) مركز مهرجان يُدعى «ليثوبوليا». بالقرب من «فينياس» في أركاديا، كانت تُعرف بـ «ديميتر ثيسميا» (القانونية)، وكانت تُمارس طقوس خاصة بها وفقًا للتقاليد المحلية.
أما رمز ديميتر فهو زهرة الخشخاش، زهرة حمراء زاهية تنمو بين سنابل الشعير.